# 余𦐹
余𦐹（16世紀—17世紀），字非羽，號巢梧，四川成都府內江縣人，明朝政治人物。

## 生平
余𦐹是天啟七年（1627年）的舉人，崇禎元年（1628年）聯捷進士，獲授攸縣知縣，為政和惠不擾民，處事平易近人，每個月到學舍教授二次，六年從不停止，收集學生佳作刻錄，名為《文琴錄》，後陞任戶部主事。

## 引用
1. 1 2  同治《攸縣志·卷三十八·政績》：余𦐹，號巢梧，內江進士，知攸縣，和惠不擾，人樂豈弟，每月課事二次，六年無倦，彙文之佳者刻之，名《文琴錄》。
2. ↑  同治《內江縣志·卷三·選舉志》：進士……崇禎戊辰科……余𦐹 字非羽，攸縣令，晉戶部主事……舉人……（天啟）丁卯科……余𦐹 見甲科